# オンケロス
オンケロス（Onkelos, אונקלוס onqelos、35年 - 120年）は、タルムード時代のエジプト人であり、ユダヤ教に改宗してユダヤ人となり、AD110年、トーラーの五書のアラム語訳「タルグーム（タルグーム・オンケロス）」を作成した。
タルムードに見える。ユダヤ教の伝承によると、ローマ人の貴族で、ティトゥスの甥であった。